# Route nationale 537
La route nationale 537 ou RN 537 est actuellement une route nationale française relativement courte, desservant le quartier rochelais de La Pallice. Elle constitue une branche de la route nationale 237.
Avant la réforme de 1972, la RN 537 reliait Corps (Isère) à Veynes (Hautes-Alpes). Elle a été déclassée en RD 537 dans l'Isère et en RD 937 dans les Hautes-Alpes.

## Tracé actuel à La Rochelle

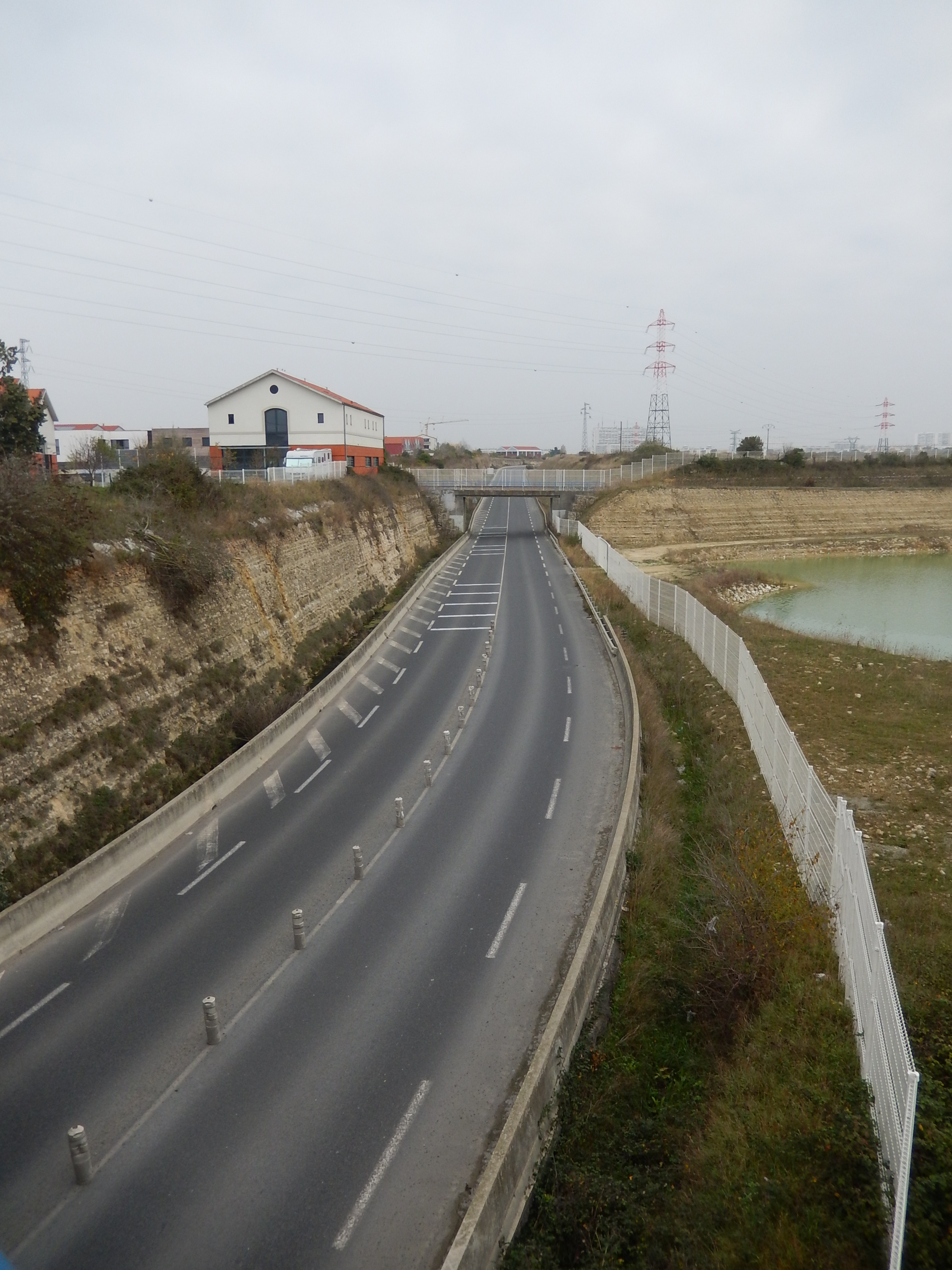
La voie de Jeumont.

La RN 537, d'une longueur de 2,5 km environ, est accessible par la Rocade Ouest de La Rochelle (RN 237) via un échangeur. Elle se présente sous forme de Voie express.
Un demi-échangeur plus au Sud la relie à l'Avenue Denfert-Rochereau.
Elle perd alors son statut de Voie express pour devenir une chaussée normale à double sens de circulation, et aborde deux giratoires : le premier giratoire dessert la RN 2537 qui débouche sur l'Avenue Jean Guiton et permet d'accéder à la Zone Industrielle de Chef de Baie.
Après avoir emprunté la Voie de Jeumont excentrée vers le Sud-Ouest, la RN 537 prend fin au second giratoire et débouche sur le bassin du port de la Pallice.

## Ancien tracé de Corps à Veynes

### Parcours
- Corps

Barrage du Sautet
- Pellafol

Défilé de la Souloise (limite de département)
- Saint-Disdier
- Agnières-en-Dévoluy

Col du Festre (alt. 1442 m., ligne de partage des eaux entre le bassin de l'Isère et celui de la Durance)
- La Cluse
- Montmaur

Jonction avec la RD 994 (ex-RN 94) à l'est de Veynes
Longueur totale : 41 kilomètres, dont 15 dans les Hautes-Alpes (RD 537) et 26 dans l'Isère (RD 937).

### Principales intersections
- à Corps : RN 85 vers La Mure ou Gap
- au barrage du Sautet, rive gauche : RD 66 (Isère) vers Mens
- à Saint-Disdier : RD 117 (Hautes-Alpes) vers Saint-Étienne-en-Dévoluy
- entre Agnières et le col du Festre : RD 17 (Hautes-Alpes) vers Saint-Étienne-en-Dévoluy et Saint-Bonnet-en-Champsaur par le col du Noyer
- après Montmaur, RD 994 vers Veynes ou Gap

### Intérêt touristique
- Dans la partie iséroise, vue constante sur le lac de retenue du Sautet, lac bifide au confluent du Drac et de la Souloise. Au barrage du Sautet, point de vue sur la gorge en aval (on aperçoit une via ferrata) et parcours de visite.
- À la limite de département, sources des Gillardes (résurgences), puis défilé étroit (points de vue aménagés, nouvelle via ferrata).
- La RD 537 est le seul accès aux stations de sport d'hiver du Dévoluy depuis le nord (Grenoble notamment), et la RD 937 le seul accès depuis le sud (Marseille, Avignon, et même Gap).

### Particularités
Entre Saint-Disdier et la Cluse, la route est fréquemment enneigée en hiver. Les équipements spéciaux sont à prévoir. Cependant, le col du Festre est rarement fermé.